# فرودگاه اسمیت مانتین رانچ
فرودگاه اسمیت مانتین رانچ (به انگلیسی: Smith Mountain Ranch Airport) یک فرودگاه خصوصی است که یک باند فرود چمن دارد و طول باند آن ۵۷۴ متر است. این فرودگاه در کشور ایالات متحده آمریکا قرار دارد و در ارتفاع ۱۱۳۰ متری از سطح دریا واقع شده است.